# Nicolau Manent i Maurant
Nicolau Manent i Maurant (Maó, Menorca, 22 de juny del 1827 – Barcelona, 11 de maig de 1887) va ser un organista, mestre de capella, director i compositor de sarsueles.

## Biografia
Inicià estudis d'harmonia i composició musicals als cinc anys amb Benet Andreu Pons i fou escolà a Santa Maria de Maó. Als nou anys formava part de l'orquestra del Teatre Principal de Maó i des de 1844 hi actuà com a contrabaix. El 1842 fou nomenat organista a Sant Francesc. Es traslladà a Barcelona el 1845, on estudià amb M. Ferrer, i dos anys més tard obtingué la plaça de contrabaix de l'orquestra del Liceu. El 1851 fou nomenat mestre de capella de la parròquia de Sant Jaume, càrrec que conservà fins a la mort, on dugué a terme una intensa activitat compositiva força apreciada, per la gran dispersió de les seves obres religioses.
Manent fou un dels grans impulsors de la sarsuela a Barcelona: el 1853 presentà la seva obra La tapada del Retiro, amb llibret de l'escriptor i polític Víctor Balaguer, i pel mateix any compongué un mínim de tres altres sarsueles. La seva producció dramàtica s'interromp quatre anys, fins que al teatre del Liceu estrena amb força èxit l'òpera italiana de temàtica catalana Gualterio di Monsonís, amb text de Joan Cortada. Després d'un altre parèntesi, a finals dels seixanta i durant una vintena d'anys escriu diverses sarsueles, tant en català com en castellà. El 1861 participà activament en un projecte que pretenia convertir la sarsuela en la nova òpera nacional, juntament amb G. Balart, M. Ferrer, L. De Olona, Soriano Fuertes, A. De Bofarull i d'altres. Algunes de les seves peces de ball, com La contrabandista de rumbo, assoliren difusió fora de Catalunya. Eren molt interpretades als diferents balls barcelonins del Liceu, l'Apolo i el Tívoli. En el 1877, Zorrilla li donà l'oportunitat de musicar i estrenar en format de sarsuela la seva obra Don Juan Tenorio. Col·laborà repetides vegades amb Josep Coll i Britapaja en diferents projectes lírics.
Ultra l'òpera i les sarsueles, Manent té força altra producció: ballets, nou simfonies, vint-i-cinc misses, quatre Stabat Mater i altres peces menors. També publicà un manual de música, el Método teórico-práctico musical.
Deixebles seus a l'escolania de la parròquia de Sant Jaume van ser Josep Rodoreda, que temps a venir compondria el Virolai, i Climent Baixas. També fou mestre de Joan Goula i Soley.

## Obres
- Cançons per al drama de Víctor Balaguer Don Juan de Serrallonga (1858)
- El carnaval de Venecia (1859), ballet
- La marxa del rei don Joan I (1859), per a piano, dedicada als Jocs Florals de Barcelona
- La perla de Oriente (1860), ballet
- Apolo en el templo de Terpsícore (1860), ballet
- La contrabandista de rumbo (1860), ballet
- Missa de rèquiem (1864) dedicada a Mateu Ferrer, co-escrita amb Baltasar Saldoni, Rovira (?) i altres, interpretada per més de 300 cantants i músics en el funeral de Ferrer a Santa Maria del Mar.
- La Euterpense (<1870), simfonia sobre motius d'Anselm Clavé
- Clorinda (1881), ballet de Ricard Moragas
- Melodías sagradas, recopilació d'obres religioses de diversos autors

### Música per a l'escena
- Buen viaje, señor don Simón (1853), sarsuela, coescrita amb Bernat Calvó i Mariano Soriano, amb llibret de Ramon Barrera Sánchez. Continuació de la sarsuela "Buenas noches, señor don Simón"
- Buenas noches, señor don Simón (1853), coescrita amb Bernat Calvó i Mariano Soriano
- La Tapada del Retiro (1853), sarsuela en tres actes, amb llibret de Víctor Balaguer i Gregorio Amado Larrosa
- Tres para una (1853), sarsuela amb llibret de Francesc Camprodon
- Juan Garín, o Las peñas de Montserrat (1854), co-escrita amb Demay de Schönbrunn, Mariano Soriano i Francesc Porcell
- Gualtiero di Monsonís (1857), òpera en italià, lletra de Joan Cortada
- La Barcelonesa (1864)
- ¡Maria!: cuadro lírich-dramátich de costums catalans (1866), amb lletra d'Eduard Vidal i Valenciano
- Lo gech d'en Migranya, sainet amb lletra (1867) de Teodor Baró
- La festa del barri: quadro de costums en dos actes (1870), lletra de "Serafí Pitarra"
- Pardalets al cap: joguina lírica en un acte (1871), amb llibret de Teodor Baró
- A posta de sol: balada en dos actes (1871), lletra de "Serafí Pitarra"
- Á sort y ventura: humorada en un acte (1871), amb lletra d'Eduard Vidal i de Valenciano
- Los estudiants de Cervera: quadro de costums, en dos actes (1871), lletra de "Serafí Pitarra"[6]
- La fira de Sant Genís: quadro de costums en quatre actes (1872), lletra de "Serafí Pitarra"
- Lo somni daurat (1872), sarsuela en dos actes amb llibret de Joaquim Arimon i Cruz i Eduard Vidal i Valenciano
- Lo moro Benani: pas que ha passat en dos actes (1873), lletra de "Serafí Pitarra"
- Paraula de rei (1874)
- Lo sacristá de Sant Roch: quadro de costums en dos actes (1874), amb lletra de "Serafí Pitarra"
- El convidado de piedra (1875), sarsuela en tres actes, text de Rafael del Castillo basat lliurement en les obres El convidado de piedra d'Antonio de Zamora i Don Juan Tenorio de Zorrilla[7]
- Lo pou de la veritat (1875), sarsuela en tres actes amb llibret de Conrad Colomer
- Lo cant de la Marsellesa (1877), sarsuela en tres actes amb llibret de Narcís Campmany i Joan Molas
- ¡¡La por!! (1877), sarsuela en un acte amb llibret de Narcís Campmany
- Don Juan Tenorio (1877), sarsuela en tres actes i text de Zorrilla. Estrenada al Teatro de la Zarzuela, només durà vuit dies en cartellera
- Lo rellotge del Montseny (1878), sarsuela en quatre actes amb llibret de Narcís Campmany i Joan Molas
- De la Terra al Sol (1879), sarsuela en tres actes amb llibret de Narcís Campmany i Joan Molas, inspirat en Jules Verne
- Petaca y boquilla: joguet cómich-lírich en un acte (1880), amb lletra de Narcís Campmany
- El gran conquistador (1881), sarsuela
- Cargar con el muerto (1883), sarsuela en un acte, arreglada per Joan Manuel Casademunt
- Laura: entremés cómich-lírich en un acte (1885), amb lletra de Narcís Campmany